# یواس‌اس ایلینوی (بی‌بی-۶۵)
یواس‌اس ایلی‌نوی (بی‌بی-۶۵) (به انگلیسی: USS Illinois (BB-65)) یک کشتی بود که طول آن ۸۸۷ فوت ۳ اینچ (۲۷۰٫۴۳ متر) بود. این کشتی در سال ۱۹۴۵ ساخته شد.